# Vineriuskirche

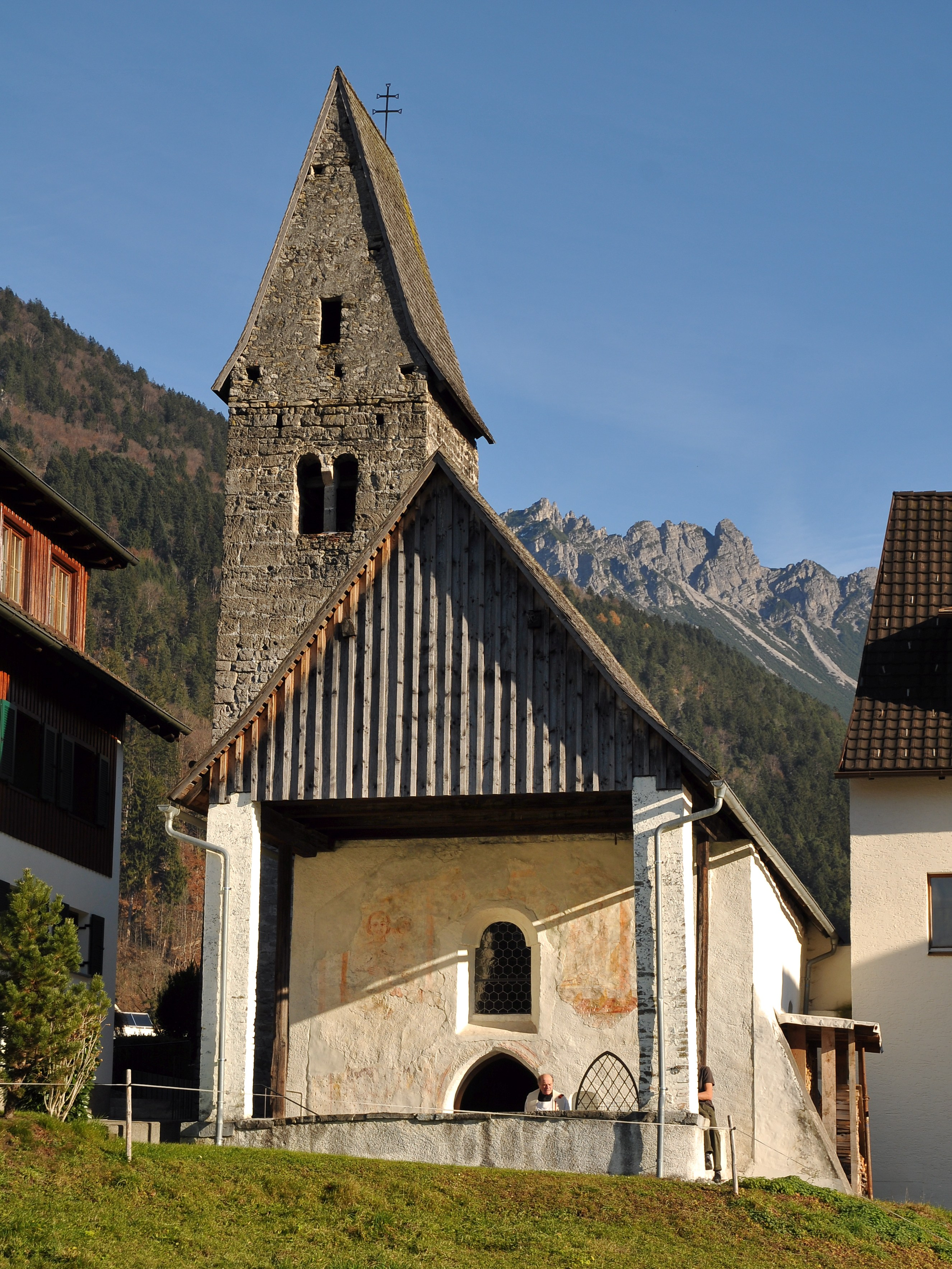

Die Kirche Hl. Vinerius ist eine römisch-katholische Kirche im Ortsteil Unterwinkel in der Vorarlberger Gemeinde Nüziders. Sie steht unter Denkmalschutz (Listeneintrag). Sie gehört zum Dekanat Bludenz-Sonnenberg in der Diözese Feldkirch.

## Lage
Die Kirche liegt auf tiefgelegenem Niveau im Süden der Dorfmitte von Nüziders.

## Kirche
Die Kirche ist die älteste Kirche im Walgau. Der romanische tonnengewölbte Rechteckbau unter einem Satteldach hat nördlich einen angebauten Turm. Das Sockelgeschoß ist aus dem 12. Jahrhundert, das Tonnengewölbe zeigt die Jahreszahl 1667.
Im Kirchturm hängen zwei wertvolle historische Glocken eines unbekannten Gießers aus dem 14. Jahrhundert.
- Die größere Glocke hat einen Durchmesser von etwa 640 mm und wiegt ungefähr 170 kg; sie klingt auf den Schlagton dis″.
- Die kleinere Glocke hat einen Durchmesser von etwa 530 mm und wiegt ungefähr 100 kg; sie klingt auf den Schlagton gis″.

Im Kirchenraum gibt es Wandfreskos des Hl. Christopherus und der Hl. Drei Könige um 1330. Vor dem Spitzbogenportal ist ein Vorzeichen mit offenem Dachstuhl auf zwei gemauerten Pfeilern und zwei Holzsäulen. Der Kirchturm ist mit Natursteinen (Tuff) gemauert und unverputzt, er wird mit einem Satteldach abgeschlossen. Die Sakristei befindet sich neben dem Kirchturm und dem Chor.
Der Altar zeigt Figuren, mittig einen Kruzifixus, links den Hl. Viner, rechts die Hl. Cäcilia, um 1530. Das Gemälde Maria in der Hoffnung aus 1713 wurde von Johannes Schrody, Maurer Maister in Brünn in Mähren gestiftet und wurde aus der Kapelle am Lazerberg hierher übertragen.

## Nachweise
1. ↑  Daniel Orth, Die Glocken der Vineriuskirche in Nüziders (PDF)

Koordinaten: 47° 10′ 23,13″ N, 9° 47′ 49,4″ O